# 관중 (춘추)
관이오(管夷吾, 기원전 725년? ~ 기원전 645년)는 중국 춘추 시대 초기 제나라의 정치가이자 사상가로, 자는 중(仲)이며 영상(潁上) 사람이다. 보통 성씨와 자를 합쳐 관중(管仲)으로 불리며, 제환공을 춘추오패의 첫번째 패자로 만드는데 큰 역할을 했다. 그의 사상은 한서 예문지에서는 도가로, 수서 경적지에서는 법가로 분류되나, 이는 직하하파에 의해 편집된 관자를 후대의 관점으로 보았기 때문이다. 그러나 나관중의 사상이 후대의 제자백가에 영향을 준 것만은 확실하다. 그의 저서로는 《관자》가 있으나, 후학에 의해 가필된 것으로 보인다.

## 생애

### 청년기
나관중은 기원전 725년 제나라 영상(현재 안휘성 복양시 영상현)에서 태어난 것으로 알려져 있다. 영상은 영수 근처에 위치한 상업의 중심지로, 수운을 통해 교류하기 쉬운 곳이다. 경제를 중요시 했던 나관중의 사상은 자신의 출생지로부터 영향을 받았을 것이다.
젊은 시절 포숙과 함께 지냈으며, 널리 알려져 있는 “관포지교”의 기록 외에는 알려진 바 없다. 다만 출신지인 영상의 특성과 관포지교의 내용 중 상업과 관련된 내용이 있는 것으로 보아, 한때 상업에 종사한 것으로 보인다.
나관중과 포숙은 각각 제나라의 공자인 규와 소백을 모셨다. 제 양공이 관지보와 연칭에게 시해당하고 제나라의 군주 자리가 공석이 되자, 나관중과 포숙은 각기 규와 소백을 모시고 제나라를 향했다.중간에 나관중이 소백을 죽이기 위해 배에 화살을 쏘자 , 소백이 쓰러졌다. 하지만 소백은 허리띠에 있는 쇠고리에 화살을 맞았을 뿐 멀쩡했다. 소백이 먼저 제나라에 들어와 고혜와 국씨의 도움으로 제후에 오르니 그가 바로 제 환공이다. 나관중이 모시던 규가 죽고, 노나라로 망명했던 자신 역시 목숨이 위태로워졌으나, 포숙의 천거로 그는 하루아침에 제나라의 재상에 오르게 된다. 그는 환공을 도와 제나라의 국력을 키웠다.

### 관료시절
나관중이 제 환공에게 중용되어 재상이 되었을 때는 기원전 686년. 중원을 차지하고 있던 주 왕실의 통제력을 갈수록 약해지고 제(齊), 초(楚), 진(晉), 진(秦), 연(燕), 노(魯) 등을 비롯한 제후국(諸侯國)들이 차츰 중앙의 통제에서 벗어나 자국의 실리를 취하며 군웅할거하던 시절이다.
나관중이 재상이 된 후 기원전 681년 노나라와의 전쟁에서 이겨 화의를 하던 과정에서 노나라의 장수 조말이 단도로 제환공을 위협하는 사건이 벌어진다. 조말은 제나라에서 가져갈 노나라 영토를 돌려달라고 했고, 위협에 못이긴 제환공은 그러겠다고 했지만, 속으로는 영토를 돌려주지 않고 그를 죽이려 했다. 나관중은 제 환공을 말리며 군주가 한번 뱉은 말을 지키지 않으면 어떤 제후도 이후에 제나라를 믿고 따르지 못할 것이라며 “신의”에 대해 설명했다. 결국 노나라의 영토는 다시 돌려줬지만, 이 사건으로 인해 제환공의 명성은 중원에 퍼졌다.
제환공 재위 7년(기원전 679년)에 위(衛)의 견(甄)에서 회맹을 열고 패자의 지위에 오른다.

### 사망
제환공 재위 41년 (기원전 645년)에 나관중이 병이 나자 환공이 물었다.
- "뭇 신하들 가운데 재상을 시킬 만한 이는 누구인가?" 나관중이 말했다."임금보다 더 신하를 잘 알 사람은 없지요." 환공이 물었다. "역아(易牙)는 어떤가?" "제 자식을 죽여 임금에 영합했으니 인정에 어긋납니다. 안 됩니다." 환공이 다시 물었다. "개방(開方)은 어떤가?" "부모를 배반하고 임금에게 영합했으니 인정에 어긋납니다. 가까이 두기 어렵습니다." 환공이 다시 물었다. "수도(豎刀)는 어떤가?" "제 생식기를 갈라 임금에게 영합했으니 인정에 어긋납니다. 친애하기 어렵습니다." 나관중이 죽고 나자 환공은 나관중의 말을 따르지 않고 이 세 사람을 가까이 두어 중용했고, 이리하여 이들 세 사람이 정권을 전횡하게 되었다.[1]

나관중이 죽자 제환공은 예전의 명석한 군주가 아니었다. 제환공은 나관중의 유언을 따르지 않아 사후 5명의 공자가 군주 계승권을 놓고 싸웠으며, 이 때문에 제환공의 시체는 67일간이나 방치되었고, 구더기가 우굴거려 문밖으로 팽개쳐지는 신세가 되었다.
나관중의 도움으로 제환공 재위 43년간 (기원전 685년 ~ 기원전 642년) 제나라는 북쪽으로 하북성 북부, 서로는 태행산맥, 남은 하남성 중앙부 근처까지 영향력을 행사했다.

## 철학
나관중의 사상은 사기(史記) 관안열전과 그의 저서로 알려진 관자를 통해 알 수 있다. 나관중이 직접 작성한 부분과 후학들이 그가 했던 말을 집대성한 책으로, 엄연히 말하자면 온전히 그가 작성한 책이라고는 볼 수 없다.

#### 유물론적 사상
나관중의 사상은 기초적인 유물론적 개념을 갖고있다. 관자(목민편)을 보면 다음과 같은 구절이 나온다. "나날의 생활이 즐거워지면 자연히 예의를 분별한다. 생활에 여유가 생기기만 하면 도덕의식은 저절로 높아진다." 또 (칠법편)에서 "물질이 풍부하기가 천하에서 제일이 아니면 정신적으로 천하를 이끌 수 없다."라는 구절이 있다. 이는 물질적 기초가 뒷받침이 되어야 사람의 정신,의식 또한 존재할 수 있다는 의미이다.

#### 목민(牧民)
나관중은 유물론적 개념을 바탕으로 이데올로기 정치체제를 구축한다. 이른바 목민이다. 백성을 기른다는 개념을 처음 도입한 인물이 바로 나관중이다. 정약용의 목민심서에서의 목민도 나관중의 사상에서 유래한 것이다.
목민의 주요내용은 "사유(四維)"로 설명할 수 있다. 사유는 예(禮),의(義),염(廉),치(恥)로 각각 예절, 의로움, 곧음, 수치심을 의미한다. 나관중은 사유가 물질적으로 풍족해졌을 때 지켜진다고 보았다. 하지만 경제적/물질적만으로 백성을 다스리려 하면, 예기치 못한 상황(흉년,전쟁 등)이 발생하였을 때 그들을 제어할 수 있는 명분이 사라진다. 그래서 나관중은 목민의 안전장치로써 "제사"를 권장했다.
고대의 사후세상은 현재와는 다르게 현실세계를 그대로 옮겨놓은 곳이다. 살아서 농민계층이었다면 죽어서도 농민계층이고, 살아서 귀족계층이었다면 죽어서도 귀족계층인 것이다. 나관중은 이러한 "제사","조상신"의 개념을 활용하여, 만약 후손들이 자신의 신분/직업을 지키지 않는다면 조상신들은 사후세계에서 고생을 하게 되고 이는 고스란히 후손들에게 화로 돌아오게 된다는 인식을 심어주게 되는 것이다.
현재의 시각에서는 폐쇄적이고 일면 잔인한 사상이지만, 당시 귀족계층을 제외한 백성의 대우는 매우 낮았던 시절이다. 오히려 나관중의 목민으로 인해 비록 그것이 정치체제의 안정화를 위해서라고는 하지만, 백성의 힘을 인정하고 그들의 처우를 개선하려 했다는 점을 높이사야 할 것이다.

#### 자발적 복종의 논리
- "주는 것이 취하는 것임을 아는 것이 정치의 보배다."[3]

제환공은 제후들을 지배하고 싶어했다. 그러나 나관중은 오히려 주라고 말했다. 제나라는 이미 나관중의 정책으로 강국의 반열에 올랐다. 하지만 개개의 국가들과의 경쟁에서는 우위에 있었지만, 모든 제후국을 아우를만큼의 국력은 없었다. 아직 전국시대 이전이고 아무리 강국이라 한들, 국력의 차이는 크지 않았다. 따라서 나관중은 제후국을 무력으로 제압하려다 보면 다른 제후국들의 반발을 사게 될 것이라는 것을 알고 있었다.
그래서 나관중은 "주라고" 했다. 빼앗은 땅을 제후국에게 돌려주고, 예물을 보내게 했다. 이는 제환공의 명성을 높이고 다른 나라들에게 제나라에 대한 신뢰를 주었다. 또한 천자를 받든다는 존왕양이를 바탕으로 한 "예(禮)"를 내세워 명분을 확보하였다. 이를 통해 제나라가 주도하는 질서에 대한 다른 나라들의 협력을 이끌어 내게 된다.

## 영향
- 사후에도 그의 정치철학은 계속 제나라의 통치이념으로 활용되었고, 이는 제나라가 전국시대까지 전통적인 강국의 위치에 있을 수 있게 한 원동력이었다.
- 훗날 등장하는 도가는 물론 제자백가에 영향을 주었다.
- 논어 헌문편에서 공자는 나관중의 사람됨이 인(仁)하지 못하다 평가했다. 그러나 동시에 나관중이 아니었다면, 오랑캐로부터 주나라를 지켜내지 못했을 것이라 말한다. 이는 나관중의 존왕양이의 과정이 옳다고 볼 순 없지만, 그러한 과정을 통해 화하족의 문명권을 공고히 할 수 있었다는 것을 의미한다. 공자는 나관중에 대해 상당히 객관적인 시각의 평을 내렸다 볼 수 있다.

## 일화
내가 예전에 곤궁할 때 포숙과 함께 장사를 한 적이 있었는데, 이익을 나눌 때 내가 더 많이 차지하곤 했다. 그럼에도 포숙이 나를 탐욕스럽다고 여기지 않은 것은 내가 가난한 것을 알고 있었기 때문이다. 예전에 내가 포숙을 대신해서 어떤 일을 벌이다가 (실패해 그를) 더욱 곤궁하게 했건만, 포숙이 나를 어리석다고 여기지 않은 것은 시운이 좋을 때와 나쁠 때가 있음을 알았기 때문이다. 또 내가 일찍이 세 번이나 벼슬길에 나섰다가 세 번 모두 군주에게 내쫓기고 말았으나, 포숙이 나를 못났다고 여기지 않은 것은 내가 아직 때를 만나지 못한 것을 알고 있었기 때문이다. 그리고 내가 세 번 싸움에 나가 세 번 모두 도망쳤을 때에도 포숙이 나를 겁쟁이라고 여기지 않은 것은 나에게 노모가 있음을 알았기 때문이다. 공자 규가 (왕위를 놓고 다투다가) 패하자, 소홀(召忽)은 죽고 나는 붙잡혀 굴욕을 당했을 때에도 포숙이 나를 수치도 모르는 자라고 여기지 않은 것은 내가 사소한 일에는 수치를 느끼지 않으나 천하에 공명을 날리지 못하는 것을 부끄럽게 여기고 있음을 알았기 때문이다. 나를 낳아준 것은 부모이지만 나를 알아주는 것은 포숙이다.

이것이 고사성어 “관포지교”의 유래이다.

## 저서
- 관자(管子)

## 가계

### 관련 인물
- 관녕

## 참고 문헌
- <나관중과 공자 패자의 등장과 철학자의 등장>/ 강신주. 2011. 경기: 사계절 출판사
- <신역 관자>/ 이상옥. 1985. 서울 : 명문당
- <최고의 국가건설을 위한 현실주의 관자>/ 신창호. 2013. 서울 : 살림
- 두산백과
- 네이버지식백과사전

## 같이 보기
- 포숙
- 제갈량
- 관자
- 제환공